# Jamie Lynn Corkish

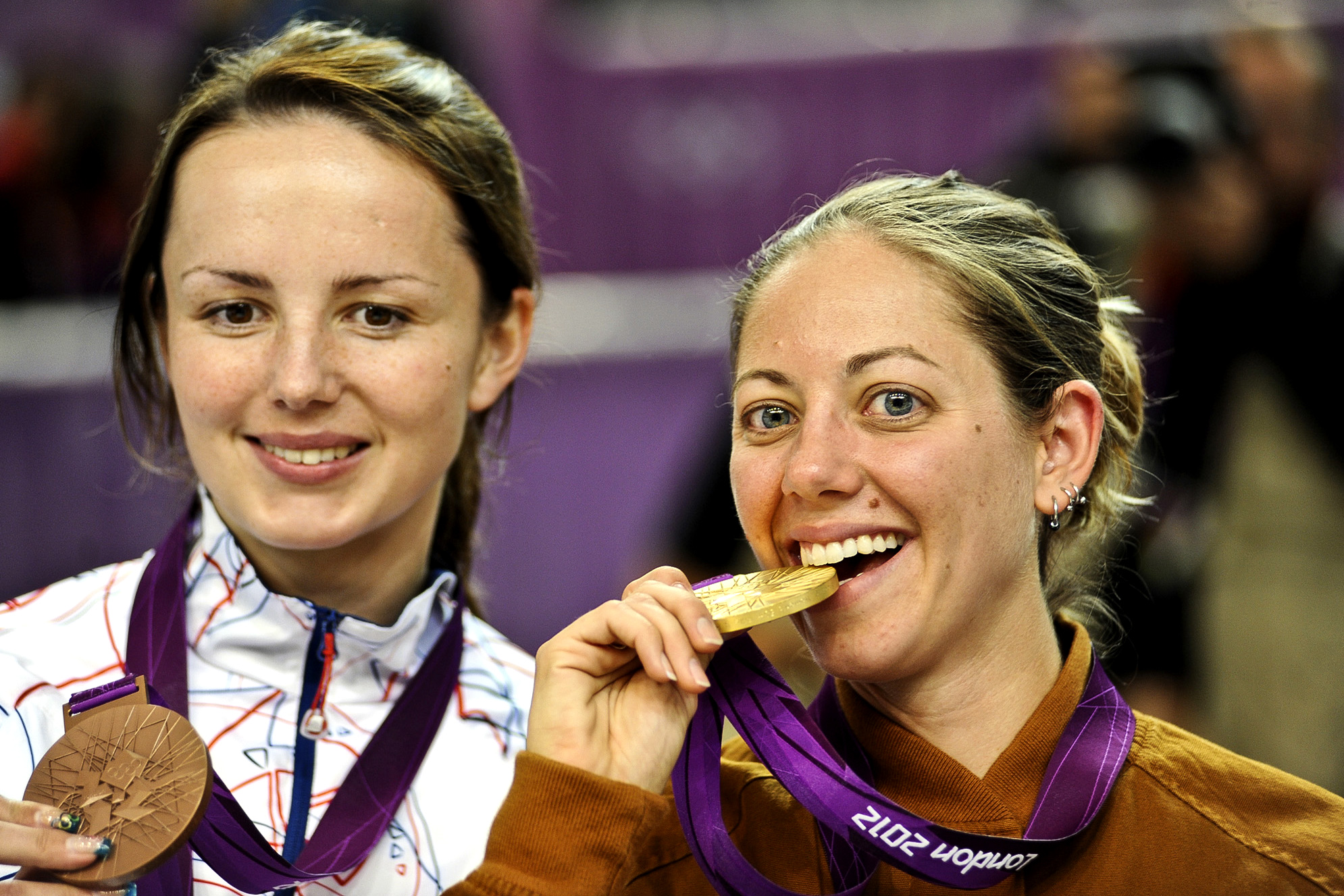
Gray (rechts) mit der Bronzemedaillengewinnerin Adéla Sýkorová bei den Olympischen Spielen 2012

Jamie Lynn Corkish, geb. Beyerle (* 26. Mai 1984 in Lebanon, Pennsylvania) ist eine ehemalige US-amerikanische Sportschützin und Olympiasiegerin. Während ihrer Sportlerlaufbahn hieß sie Jamie Lynn Gray.

## Werdegang
Jamie Lynn Gray begann mit ersten Übungen mit einer BB Gun im Alter von acht Jahren. Auf der Highschool war sie Mitglied der National Honor Society und spielte auch Softball, Fußball und Basketball. Während ihres Studiums an der University of Alaska in Fairbanks schloss sie sich dem Leistungskader des dortigen Sportschützenteams an, wo sie auch Matt Emmons kennenlernte.
1999 nahm sie erstmals an den Junior Olympic Championships und den US-amerikanischen Meisterschaften teil. Zwei Jahre später errang sie mit der Goldmedaille im Juniorenwettbewerb bei der Championship of the Americas ihren ersten Titel. 2002 wurde sie zum ersten Mal US-amerikanische Meisterin mit dem Luftgewehr. Weitere nationale Titel folgten 2004 und 2007. Ebenfalls 2007 gewann sie die Goldmedaille bei den Panamerikanischen Spielen in Rio de Janeiro.
Mit dem Sieg bei den so genannten Trials qualifizierte sie sich Anfang 2008 für die Olympischen Sommerspiele in Peking, bei denen sie im Wettbewerb mit dem Luftgewehr den 4. Platz erreichte.
Bei den Olympischen Spielen 2012 in London gewann sie im Kleinkaliber-Dreistellungskampf vor Ivana Maksimović und Adéla Bruns die Goldmedaille mit neuem olympischem Rekord im Vorkampf (592 Ringe) und neuem olympischem Finalrekord (691,9 Ringe).
2013 beendete sie ihre Leistungssportlaufbahn aufgrund einer Rückenverletzung und heiratete Ende des Jahres Mike Corkish. Beide arbeiten beim Munitionshersteller Eley. Mike und Jamie haben einen Sohn (* Juli 2016). In der Familie leben noch zwei Kinder aus Mikes erster Ehe.